# 全國企業短期經濟觀測調查
全國企業短期經濟觀測調查（日语：／ Zenkoku Kigyō Tanki Keizai Kansoku Chōsa */?），又稱日銀短觀或短觀，是日本銀行每季度公開發表的一項統計調查。日本以外亦稱「TANKAN」。因日本國內外金融市場人士多用此調查衡量日本經濟狀態，其發表結果對股價和汇率有很大影響。與內閣府發表的月例經濟報告一樣，既反映經濟現狀和動向，又反映中期的經濟結構指標，是一項重要經濟統計。

## 概要
從全國約21萬家資本金在2,000萬日圓以上的民間企業（約21萬家）中抽樣1萬家作為調查對象。調查內容涵蓋企業業績與產業概況、設備投資額、僱用情形等面向。調查方法結合定性調查和定量調查兩種方式，詢問企業目前的營運狀況及未來趨勢。
根據回收資料，計算出「業績優良的企業比率」減去「業績不佳的企業比率」所得的數值，即為產業景氣判斷指數（Diffusion Index，簡稱 DI），其結果對日本股票市場有不小的影響。據日本經濟團體聯合會調查，「短觀」是企業經營者最重視的兩項經濟統計之一（另一項是四季度GDP速報）。

## 調查目的
正確把握企業動向，適當施行金融政策。

## 調查方法
採用書面或網路問卷方式。問題分為徵求企業主觀判斷的「判斷項目」和銷售收入、存款、現金等數值，以及相應計劃值的「計數項目」兩部分。
如「判斷項目」中的行情判斷問題：
- 問題：如何評價貴公司行情？
- 回答：1、良好 2、較差 3、很差

行業狀況判斷指數（DI）就由回答「良好」的比例減去回答「很差」的比例而得出。
調查日設在每年的3月、6月、9月、12月的下旬，相應地4月、7月、10月上旬及12月中旬公佈調查結果。